# Las Añoranzas
Las Añoranzas (en francés, Les Regrets) es una recopilación de poemas del poeta francés Joachim du Bellay (1522-1560), escritos durante su estancia en Roma entre 1553 y 1557, y publicados por primera vez en 1558.
Las Añoranzas es una colección de 191 sonetos en verso alejandrino francés, de doce sílabas,  y de hechura petrarquista.  El tema de la obra no es, sin embargo, la mujer amada, sino la añoranza de la patria.  